# Le regole del caos
Le regole del caos (A Little Chaos) è un film del 2014 diretto da Alan Rickman.

## Trama
Il re Luigi XIV di Francia affida la progettazione e la costruzione dei Giardini di Versailles all'architetto paesaggista di corte André Le Nôtre. Le Nôtre seleziona diversi architetti di giardini che hanno presentato dei progetti tra cui una donna: Sabine de Barra. La vede spostare una pianta in vaso nel suo giardino prima del suo colloquio e le chiede se tiene in considerazione l'ordine delle cose. Sabine afferma il suo rispetto per il suo lavoro, ma suggerisce che le piacerebbe creare qualcosa di unicamente francese piuttosto che seguire gli stili classici e rinascimentali. Le Nôtre le mostra la porta e lei esce scoraggiata.
Dopo tutte le interviste, André rimugina sui candidati, oppresso dal peso delle aspettative del re per cui riconsidera i progetti di Sabine. Più tardi quella sera, André si presenta a Sabine a casa sua e, dopo aver esaminato il suo giardino di casa apparentemente selvaggio ma magico, le affida la responsabilità di una sala da ballo all'aperto a Versailles, circondata da fontane e paesaggi. I piani di André prevedevano un rifornimento costante di acqua da lontano con un grande dispendio di denaro, ma Sabine escogita un'altra soluzione ingegneristica: un serbatoio da cui l'acqua può essere continuamente riciclata attraverso le fontane. Quando iniziano i lavori sul suo disegno, Sabine inizialmente fa pochi progressi con gli operai mal consigliati da uno dei disegnatori rifiutati da André. Un altro concorrente e un suo conoscente, Thierry Duras, interviene e offre l'uso del suo gruppo di lavoro.
Col suo atteggiamento di popolana, bella e onesta e temeraria, Sabine attira l'attenzione a corte e fa amicizia con il fratello del re, il duca Filippo d'Orleans, e di sua moglie, Elisabetta Carlotta, principessa del Palatinato. Sabine e André sono sempre più attratti l'uno dall'altro ma non agiscono in base ai loro sentimenti. André sopporta tranquillamente le infedeltà di sua moglie Françoise, che insiste sul fatto che il successo di suo marito si basa sull'influenza di lei stessa a corte. Quando Françoise avverte l'interesse di André per Sabine, lo mette in guardia contro una relazione, ma André cita il suo stesso discorso che dichiara il loro diritto di cercare conforto altrove e di non dovere fedeltà coniugale, per cui diventa risoluto nella sua intenzione di perseguire una relazione con Sabine.
La regina Maria Teresa muore improvvisamente e il re, colpito per la perdita della moglie, si rifugia in una delle aree di lavoro del suo giardiniere, tra i suoi pregiati alberi di pero. Sabine trova il re lì mentre consegna piante e inizialmente lo scambia per il giardiniere. Il re ammira il calore e la franchezza di lei che, dopo averlo riconosciuto, accetta di continuare la loro conversazione da pari a pari. Più tardi il re, rimasto ammirato dalla personalità di Sabine, la invita a viaggiare con lui e la sua corte al Palazzo di Fontainebleau.
Nel giardino di Versailles, Sabine riceve la visita di Françoise, che le dice che l'interesse di André per lei è solo un capriccio e si rivelerà di breve durata. Dopo che entrambe hanno lasciato il cantiere, l'amante di Françoise apre le paratoie del bacino idrico nel mezzo di una forte tempesta e inonda il cantiere, distruggendo gran parte dei lavori. Sabine quasi annega cercando di fermare il flusso delle acque, e André interviene a salvarla. La mattina successiva, Sabine lavora energicamente per riparare i danni e lo stesso giorno Luigi XIV visita il cantiere di Sabine valutando il progetto con scetticismo, ma le permette di procedere.
Successivamente, André trova nel cantiere un guanto che sa appartenere a sua moglie Françoise. Si rende conto che lei è dietro il sabotaggio per cui la affronta e pone fine alla loro relazione.
Sabine va di nuovo a corte, dove il duca di Lauzun la presenta all'amante del re, la marchesa de Montespan, che a sua volta la presenta alle donne di corte. All'inizio la prendono in giro, ma quando scoprono che Sabine è vedova e ha perso anche sua figlia di 6 anni, rivelano le proprie perdite e l'accolgono nella loro cerchia, dove discutono spesso di argomenti che il re proibisce a corte. La marchesa presenta ufficialmente Sabine al re quando arriva, e Sabine gli offre una rosa di quattro stagioni, la stessa che si trova nel giardino in cui si sono incontrati per la prima volta. Parlano della natura della rosa e del suo ciclo vitale, della bellezza, delle difficoltà e della morte e delle responsabilità del giardiniere: tutte queste sono parole in difesa di Madame de Montespan, che ha iniziato a perdere il favore del re.
Anche in questo caso, il re è affascinato e toccato dalle sue osservazioni, tanto che invita Sabine a passeggiare con lui in giardino per avere più dettagli sul suo progetto.
André aspetta Sabine fuori dalla sua stanza quella notte, e finalmente si amano ma al mattino André si ritrova da solo a letto. Sabine è al piano di sopra, persa nel ricordo del giorno in cui sono morti sua figlia e suo marito. Il marito di Sabine, infatti, prima di andare in un viaggio di un giorno con la figlia, aveva rivelato a Sabine di avere un'amante. Mentre se ne stavano andando, Sabine aveva visto che la carrozza aveva una ruota difettosa e aveva appreso dal cameriere che suo marito stava portando la figlia a casa della sua amante, non in viaggio d'affari come aveva indicato. Ella era corsa dietro alla carrozza e, quando aveva cercato di bloccare la carrozza sulla strada, questa aveva deviato precipitando da un ripido pendio, uccidendo padre e figlia. André trova Sabine nella morsa di questo ricordo, evocato dalla sua conversazione con le dame di corte e dalla sua intensa notte con lui, e la convince a smettere di incolpare se stessa per la morte dei suoi familiari.
Quando il progetto di Sabine è completo, il re e la sua corte arrivano per la sua inaugurazione. Al suono di un'orchestra nascosta, tutti iniziano a ballare mentre le fontane inviano l'acqua che scorre lungo le gradinate intorno al pavimento della sala da ballo. Dopo che Sabine balla con il re, lei e André lasciano gli altri e camminano insieme nel giardino tenendosi per mano.

## Distribuzione
Il film è stato presentato nel settembre 2014 al Toronto International Film Festival e successivamente al London Film Festival. Il film è uscito in Italia il 4 giugno 2015, negli Stati Uniti, invece, il 26 dello stesso mese.